# باتيستا ميندي
باتيستا ميندي (بالفرنسية: Batista Mendy)‏ هو لاعب كرة قدم فرنسي، ولد في 12 يناير 2000 في سان نازير في فرنسا.

## وصلات خارجية
- باتيستا ميندي على موقع اتحاد تركيا (لاعب) (الإنجليزية)
- باتيستا ميندي على موقع قاعدة بيانات كرة القدم.إي يو (الإنجليزية)
- باتيستا ميندي على موقع ليكيب (الفرنسية)
- باتيستا ميندي على موقع Soccerway.com (الإنجليزية)
- باتيستا ميندي على موقع عالم كرة القدم.نت (الإنجليزية)